# ایلیابالکان
ایلیابالکان (به لاتین: Ililabalekan) یک آتشفشان چینه‌ای در اندونزی است که در Lembata واقع شده‌است. ایلیابالکان ۱٬۰۱۸ متر بالاتر از سطح دریا واقع شده‌است.